# تپه قلعه کهنه حاجی‌آباد
تپه قلعه کهنه حاجی‌آباد مربوط به سده‌های میانه دوران‌های تاریخی پس از اسلام است و در شهرستان نیشابور، بخش سر ولایت، روستای حاجی‌آباد واقع شده و این اثر در تاریخ ۱۰ دی ۱۳۸۱ با شمارهٔ ثبت ۶۷۳۷ به‌عنوان یکی از آثار ملی ایران به ثبت رسیده است.